# Robbie Lyn
Pour les articles homonymes, voir Lyn.
Robbie Lyn, de son vrai nom Robert Lyn, est un pianiste né à Kingston, Jamaïque, en 1951.
Voyant sa mère, pianiste, il se mit un jour à jouer, pour plus tard former le groupe In Crowd. Il enregistra souvent à Studio One ainsi qu'au Black Ark de Lee Perry. Il travailla avec de grands artistes et groupes tels que Israel Vibration, The Gladiators, Sly & Robbie, Black Uhuru, The Mighty Diamonds, Ken Boothe ou encore Peter Tosh. Robbie Lyn est toujours actif aujourd'hui, et a sorti son premier album solo, Making Notes, en 2007.